# Manifest van 2000 woorden
Het Manifest van 2000 woorden, of Dva Tisíce Slov in het Tsjechisch, is een document dat geschreven is tijdens de Praagse Lente, door de schrijver en intellectueel Ludvík Vaculík, en ondertekend door verschillende Tsjechoslowaakse schrijvers, intellectuelen en studenten. Het werd gepubliceerd op 27 juni 1968 in het literair weekblad Literární noviny en de dagbladen Práce en Zemědělské noviny.

## Over de schrijver
Ludvík Vaculík is in 1926 geboren, en is op 15-jarige leeftijd in een schoenenfabriek gaan werken. Na de oorlog werd hij lid van de communistische partij omdat hij er een humanisering van de samenleving van verwachtte. In 1946 ging hij journalistiek studeren, en werd daarna redacteur bij een uitgeverij en radiopresentator. Als schrijver heeft hij een aantal romans gepubliceerd. In 1967 werd hij uit de partij gezet na een hevige toespraak op het 4de schrijverscongres. In 1968 publiceert hij het Manifest van 2000 woorden.

Later wordt hij medestichter van de groep Charta 77. Hij overleed in juni 2015 op 88-jarige leeftijd.

## Geschiedkundige context
De publicatie van dit document vindt plaats als de Praagse Lente volop bezig is. Bij het begin van het jaar heeft de hervormingsgezinde Alexander Dubček de leiding van de communistische partij overgenomen van de meer conservatieve Antonín Novotný. Op 10 april 1968 maakt hij zijn actieprogramma bekend. Daarin pleit Dubček voor een socialisme met een menselijk gezicht. Hij ziet vrijheid van meningsuiting, wetenschappelijke vrijheid, scheiding tussen politie en de geheime diensten en legalisering van andere politieke partijen als de communistische partij als een onderdeel daarvan. 
Van de herwonnen vrijheden maken de Tsjechoslowaken massaal gebruik, en vanuit verschillende hoeken is protest te horen tegen de oude manier van regeren van de communisten, en de eis naar meer hervormingen. Het manifest is daarin te beschouwen als een hoogtepunt.

## Inhoud

### Korte samenvatting
Het document is enerzijds een aanklacht tegen de machtshonger van de Tsjechoslowaakse communistische partij en de armoede en onderdrukking van de bevolking, en anderzijds een oproep tot steun aan de hervormingsgezinde vleugel van die communistische partij en een verder doorgedreven uitvoering van het Actieprogramma van Alexander Dubček tot op het lokale niveau.
De samenvatting die hieronder volgt is een beknopte weergave van het document.

### Het manifest (samenvatting)
Onmiddellijk na de oorlog genoot de communistische partij veel vertrouwen van het volk, maar ze beschaamde dit vertrouwen. Het verkeerde beleid van de heersers transformeerde een politieke partij en een coalitie gebaseerd op ideeën in een organisatie die streeft naar macht, die aantrekkelijk bleek voor machtshongerige mensen die erop uit waren gezag in handen te hebben, voor lafaards die de veilige en gemakkelijke weg namen, en mensen met een slecht geweten. Vele communisten vochten tegen deze achteruitgang, maar ze konden niet voorkomen wat gebeurde.
Het partijapparaat bestuurde de coöperatieve boerderijen voor de coöperatieve boeren, de fabrieken voor de arbeiders, en het Nationaal Comité voor het volk. Geen enkele organisatie, zelfs niet de communistische, werden gecontroleerd door hun eigen leden. We weten allemaal, en vooral de arbeiders, dat de arbeiders geen enkele zeggenschap hadden in beslissingen.
De inspanningen en initiatief die nu worden getoond door democratisch ingestelde communisten zijn enkel een gedeeltelijke terugbetaling van de schulden van de hele communistische partij aan de niet-communisten die het in een ongelijke positie onderdrukt heeft.
In dit moment van, weliswaar bedreigde, hoop, doen we een oproep aan u. We roepen vooral diegenen op die tot nog toe aan de zijlijn hebben staan wachten.
Laat ons nauwgezet in het oog houden hoe de dingen evolueren. Laat ons proberen ze te begrijpen, en onze antwoorden klaar te hebben. Iedereen zal zijn eigen conclusies moeten trekken. Gemeenschappelijke overeengekomen conclusies kunnen enkel bereikt worden in een discussie waarvoor vrijheid van meningsuiting nodig is.
Om te beginnen zullen we ons verzetten tegen de mening die soms geuit wordt, dat een democratische heropleving bereikt kan worden zonder de communisten, of zelfs door hen tegen te werken. Dit zou onrechtvaardig en dom zijn. De communisten hebben hun organisaties al opgezet, en in deze moeten we de progressieve vleugel in de communistische partij ondersteunen.
Ze hebben een Actieprogramma aan het volk gepresenteerd. We moeten eisen dat ze lokale actieprogramma’s maken in elk district en elke gemeente. Dan zal de zaak plots rond heel gewone en lang verwachte daden van gerechtigheid draaien. De Tsjechoslowaakse communistische partij is zich aan het voorbereiden voor haar congres, waar het een nieuw Centraal Comité zal verkiezen. Laat ons eisen dat het een beter comité zal kiezen dan het huidige. Vandaag zegt de communistische partij dat het zijn positie van leiderschap zal steunen op het vertrouwen van het publiek, in plaats van op geweld. Laat ons hen geloven, maar alleen zolang we kunnen geloven in de mensen die ze als afgevaardigden zenden naar de districten en regionale conferenties van de partij.
De dagelijkse kwaliteit van onze toekomstige democratie hangt af van wat in en met de fabrieken gebeurt. Goede managers moeten worden uitgezocht en bevorderd. Laat ons in plaats van meer geld, dat toch devalueert als het bijgedrukt wordt, te vragen de directeuren en de voorzitters van de besturen vragen om ons te vertellen wat ze willen produceren, en voor welke kost, aan welke klanten ze willen verkopen en aan welke prijs, de winst die verwacht wordt, en hoeveel van deze winst zal worden geïnvesteerd in het moderniseren van de productie, en hoeveel er overblijft voor verdeling. Laat ons de juiste mensen verkiezen voor het management en arbeidersraden. En als werknemers kunnen ze zichzelf het best helpen door natuurlijke leiders en capabele, eerbare individuen zonder partijaffiliatie te verkiezen als hun vakbondsvertegenwoordigers.
Alhoewel we momenteel niet meer kunnen verwachten van de centrale politieke instellingen, is het van vitaal belang om meer te presteren op district- en gemeenteniveau. Laat ons het vertrek eisen van mensen die hun macht misbruikt hebben, openbaar bezit beschadigd, en oneerbaar of brutaal hebben gehandeld. Laat ons de activiteit van het Nationaal Front nieuw leven inblazen. Laat ons openbare sessies eisen van de nationale comités. Laat ons onze eigen burgercomités en commissies oprichten voor vragen die niemand anders onderzoekt. Laat ons het district en de lokale kranten, die meestal zijn verworden tot officiële spreekbuizen, omvormen in een platform voor al de vooruitziende elementen in de politiek. Laat ons eisen dat redactionele besturen worden gevormd door vertegenwoordigers van het Nationaal Front, of laat ons anders onze eigen krant opstarten. Laat ons comités vormen voor de verdediging van de vrije meningsuiting. Laat ons op onze eigen vergadering ons eigen personeel hebben om de orde te handhaven. Als we vreemde rapporten ontvangen, laat ons dan bevestiging zoeken, laat ons een delegatie zenden naar de autoriteiten en hun antwoorden publiceren, misschien de antwoorden ophangen aan de ingangspoorten. Laat ons de politie ondersteunen als ze waarachtige misdadigers vervolgen, want het is niet ons doel om anarchie te creëren of een staat van algemene onzekerheid. Laat ons ons onthouden van geruzie tussen buren, en laat ons dronkenschap op politieke gelegenheden vermijden. Laat ons verklikkers ontmaskeren.
Laat ons federalisatie overwegen als een methode om nationaliteitsvraagstukken op te lossen, maar laat het ons enkel beschouwen als een van verschillende belangrijke maatregelen ontworpen om het systeem te democratiseren.
Er werd onlangs een grote bezorgdheid geuit over de mogelijkheid dat buitenlandse troepen zouden ingrijpen in onze ontwikkelingen. Welke superieure machten we ook tegenkomen, alles wat we kunnen doen is op onze standpunten blijven staan, ons fatsoenlijk gedragen. We kunnen onze regering tonen dat we hen steunen, met wapens indien nodig, als ze doen waar we ze een mandaat voor geven. En we kunnen onze bondgenoten verzekeren dat we onze alliantie-, vriendschaps- en handelsverdragen zullen respecteren.
Deze lente was ons een grote kans gegeven. De lente is voorbij en zal nooit meer weerkeren. Tegen de winter zullen we het allemaal weten.
Zo eindigt onze verklaring aan arbeiders, landbouwers, ambtenaren, artiesten, scholieren, wetenschappers, technici, en iedereen. Het was geschreven aan de lessenaar van scholieren en wetenschappers.

## Bespreking

### De aanklacht
In dit document wordt als het ware een aanklacht geformuleerd tegen het beleid van de communisten voor de Praagse Lente. Er wordt hen vooral verweten niet langer gebaseerd te zijn op ideeën, maar eerder verworden is tot een organisatie die vooral macht nastreeft. Macht op alle mogelijke organisatievormen in de maatschappij, zoals fabrieken, boerderijen tot het Nationaal Comité. De arbeider heeft geen enkele vorm van macht meer, alhoewel het communisme juist beweert de macht te willen teruggeven aan de arbeidende klasse.
Dit is een verwijzing naar het machtsmisbruik van de communisten in het verleden, en het feit dat dat misbruik was doorgedrongen tot in de lokale besturen. De partij had de controle over elke mogelijke vorm van organisatie in het land. Ze stellen dit misbruik als de oorzaak voor de slechte economische situatie van het land.
Daarom worden de hervormingen geprezen in dit manifest, maar tegelijk bestempeld als een gedeeltelijke terugbetaling van de schuld die de partij heeft aan de onderdrukking van het volk, met name de niet-communisten.

### De oproep
In hun oproep die daarna volgt, stellen ze volgende eisen:
- vrijheid van meningsuiting
- de progressieve vleugel van de communistische partij te ondersteunen
- het maken van lokale actieprogramma's voor de districten en gemeenten, naar analogie van het grote actieprogramma van Dubček.
- een ‘beter’ Centraal Comité verkiezen.
- Betere managers voor de fabrieken, en betere vertegenwoordigers voor de vakbonden.
- Meer presteren op district- en gemeentelijk niveau:
  - vertrek van mensen die hun macht misbruikt hebben.
  - Nationaal Front opnieuw leven inblazen.
  - Openbare sessies van het Nationaal Comité.
  - eigen burgercomités en commissies oprichten.
  - omvormen van kranten
  - comités vormen voor de verdediging van de vrije meningsuiting
  - eigen personeel voor ordehandhaving op vergaderingen.
  - politie ondersteunen bij het vervolgen van echte misdadigers
  - ons onthouden van geruzie tussen buren
  - dronkenschap op politieke gelegenheden vermijden
  - verklikkers ontmaskeren
- federalisering overwegen

Op het einde van de brief wordt nog vermeld dat er een angst bestaat dat buitenlandse troepen zouden ingrijpen in de binnenlandse politiek. Hier wordt weer een oproep gedaan om de progressieve regering te steunen, en tegelijk worden de bondgenoten ervan verzekerd dat de geldende verdragen niet zullen worden opgeblazen.

### Nabeschouwing
De belangrijkste eis die ze stellen is waarschijnlijk de vrijheid van meningsuiting. Op het moment dat dit document geschreven is, hebben ze al kunnen proeven van vrije meningsuiting, maar velen zijn dan nog niet overtuigd dat het veilig is om vrijuit te spreken. Dat is het resultaat van twintig jaar censuur.
Opmerkelijk is dat, ondanks hun kritiek op de communistische partij, de toekomst blijkbaar toch zien samen met die communistische partij, zij het uitdrukkelijk met de progressieve vleugel ervan. Ze vragen uitdrukkelijk een ‘uitzuivering’ van de partij, waarbij de mensen die hun macht misbruikt hebben uit hun macht ontzet moeten worden. Ze willen dat de hervormingsgezinde mensen de partij helemaal gaan besturen.
Voorts vragen ze een heel aantal maatregelen op district- en gemeentelijk niveau. Volgens hen kunnen hervormingen enkel slagen als men op dat niveau gaat werken. Het is op dat niveau dat de mensen het machtsmisbruik het meest voelen.
Terwijl er bij de bevolking hoop gerezen is, spreekt er uit dit document toch onzekerheid over de toekomst. De hoop dat de hervormingen van blijvende aard zullen zijn, en verder doorgevoerd zullen worden, en de onzekerheid en de angst dat er een plots einde zal komen aan de hervormingen.